# گرین‌وود (پنسیلوانیا)
گرین‌وود (به انگلیسی: Greenwood) یک منطقهٔ مسکونی در ایالات متحده آمریکا است که در شهرستان بلیر، پنسیلوانیا واقع شده‌است. گرین‌وود ۲٬۴۵۸ نفر جمعیت دارد و ۳۷۳٫۰۸ متر بالاتر از سطح دریا واقع شده‌است.